# Daniel Keyes
Daniel Keyes (Brooklyn, New York, 1927. augusztus 9. – Boca Raton, 2014. június 15.) amerikai író. 
Legismertebb műve a Virágot Algernonnak című regény.

## Karrier
Keyes New Yorkban született, zsidó családban. Rövid ideig a New York Egyetem járt, majd 17 évesen az Egyesült Államok Tengerészeti Szolgálatához csatlakozott, és olajszállító tartályhajókon hajósként dolgozott. Ezt követően visszatért New Yorkba, és 1950-ben a Brooklyn College-ban szerzett bachelor fokozatot pszichológiából.
Egy hónappal a diploma megszerzése után Keyes csatlakozott a kiadó Martin Goodman magazinvállalatához, a Magazine Managementhez. Végül a Marvel Science Stories magazin szerkesztője lett (1950. november – 1952. május), és elkezdett írni a cég képregénysorozatának, az Atlas Comicsnak, a Marvel Comics 1950-es évekbeli előfutárának. Keyes az Atlas társszerkesztője lett Stan Lee főszerkesztő és művészeti igazgató irányítása alatt. 1952 körül Keyes volt az egyike azon számos írónak, hivatalosan szerkesztőnek, aki olyan horror és sci-fi képregényekhez írt, mint a Journey into Unknown Worlds, amelyhez Keyes két történetet írt Basil Wolverton művésszel.
Az egyik ötletére, a Brainstorm nevű egy bekezdéses szinopszisra, amiből Virágot Algernonnak lett, Keyes így emlékezett vissza: „valami azt súgta, hogy többnek kell lennie egy képregénynél.”

### Virágot Algernonnak
A novella és az azt követő regény, a Virágot Algernonnak, egy értelmi fogyatékos férfi, Charlie előrehaladási jelentéseként íródott, aki kísérleti műtéten esik át, és rövid időre zseni lesz, mielőtt a hatások tragikusan elmúlnak. A regényben Charlie mindenesként dolgozó férfi, egy nyolcéves gyermek értelmi színvonalával bír, aláveti magát egy műtétnek, amelynek révén szuperintelligenssé válik. A hatás azonban nem tartós, így Charlie, akárcsak Algernon – az először sikeresen intelligenssé változtatott laboratóriumi egér – visszasüllyed eredeti állapotába. A megindító történet a kitartásról, a tudásvágyról, egy szellemileg visszamaradt ember gondolatairól, szeretetéhségéről világszerte hatalmas sikert aratott. 27 nyelvre fordították le és több mint ötmillió példányban kelt el. A történet eredetileg a The Magazine of Fantasy & Science Fiction 1959. áprilisi számában jelent meg, a kibővített regényt pedig 1966-ban adták ki. A regényt többször adaptálták, pl. a Charly (1968) című film, Cliff Robertsonnal (aki a legjobb színésznek járó Oscar-díjat nyert) és Claire Bloommal a főszerepben. Keyes elnyerte a történetért a Hugo-díjat 1959-ben és a Nebula-díjat 1966-ban.
A mű megírását Keyes tanári tapasztalatai ihlették: amikor egy középiskolában tanított, értelmes és szorgalmas gyerekeket is tanított. Egy különleges élménye egy fiúval az értelmi fogyatékos osztályában adta az ihletet a regény történetéhez. Azon töprengett, mi történne, ha az ember képes lenne intelligenciára szert tenni.

### Szép álmokat, Billy
1977 késő őszén ismeretlen fegyveres tartotta rettegésben az Ohió Állami Egyetem területén élő nőket. Az ismeretlen három nőt rabolt el, és erőszakolt meg. William Stanley Milligant, az elkövetőt hamarosan elfogták, azonosították – majd az Egyesült Államok történetében először – nem találták bűnösnek a súlyos bűncselekmények elkövetésében. Beszámíthatatlannak ítélték, mert megsokszorozódott személyiséggel rendelkezett. Keyes rengeteg időt és energiát fektetett az ügy felderítésére. Beszélt Milligan anyjával, testvérével, barátaival, pszichiáterekkel. A pszichológusok huszonnégy személyiséget azonosítottak, de sejtik, ennél sokkal több lehetett Billyben. Keyes könyvét többek, így James Cameron, Joel Schumacher és David Fincher is meg akarták filmesíteni, de sokáig minden terv félbemaradt.
2023-ban jelent meg Akiva Goldsman A zsúfolt szoba című minisorozata, mely a könyv televíziós adaptációja.

## Későbbi karrier
Keyes kreatív írást tanított a Wayne Állami Egyetemen, majd 1966-ban angol és kreatív írás professzor lett az Ohio Egyetemen, Athensban, Ohio államban, ahol 2000-ben professor emeritus címet kapott.

## Halála
Keyes otthonában, Boca Ratonban halt meg 2014. június 15-én tüdőgyulladás okozta szövődmények következtében.
Felesége, Aurea Georgina Vazquez, akit 1952-ben vett feleségül, 2013. május 14-én halt meg. Két lányuk született.

## Díjai
- 1960: Hugo-díj (Virágot Algernonnak)
- 1966: Nebula-díj (Virágot Algernonnak)
- 1986: Kurd-Laßwitz-díj (Szép álmokat, Billy!)
- 1993: Szeiun-díj (Non-Fiction of the Year) for The Minds of Billy Milligan[23]
- 2000: Author Emeritus Award from Science Fiction and Fantasy Writers of America
- 2014: Life Time Award

## Könyvei

### Regények
- Flowers for Algernon (novel, 1966) adapted for cinema as Charly, 1968, and as Flowers for Algernon, 2000
  - Virágot Algernonnak – Európa, Budapest, 1968 · Fordította: Szepessy György, Illusztrálta: Kürthy Sándor
  - Virágot Algernonnak – Európa, Budapest, 1975 · ISBN 9630704528 · Fordította: Szepessy György[24]
  - Virágot Algernonnak – Kriterion, Bukarest, 1979 · ISBN 963-07-1807-3 · Fordította: Szepessy György
  - Virágot Algernonnak – Alexandra, Pécs, 2014 · 8. jav. kiad. ISBN 978-963-357-180-4
- The Touch (1968; újraszerkesztve és The Contaminated Man címen kiadva, 1977)
  - Érintés – Delej, Budapest, 1994 · ISBN 963769627X · Fordította: Vas Júlia
  - Érintés – Alexandra, Pécs, 2009 · ISBN 978-963-370-945-0 · Fordította: Vas Júlia
- The Fifth Sally (1980)
  - Az ötödik Sally. Regény – Európa, Budapest, 1989 · ISBN 9630748444 · Fordította: Szilágyi Tibor
  - Az ötödik Sally; ford. Szilágyi Tibor; 5. jav. kiad.; Alexandra, Pécs, 2021
- The Minds of Billy Milligan (1981)
  - Szép álmokat, Billy! – Delej, Budapest, 1992 · ISBN 9637696180 · Fordította: Fehér Katalin
- Unveiling Claudia (1986)
  - Bűnös-e Claudia? – Delej, Budapest, 1996 · ISBN 9637696660 · Fordította: Vas Júlia
  - Bűnös-e Claudia? – Alexandra, Pécs, 2016 · 2. jav. kiad. ISBN 978-963-357-793-6
  - Bűnös-e Claudia?; ford. Vas Júlia; 3. jav. kiad.; Alexandra, Pécs, 2021 ISBN 978-963-447-994-9
- The Milligan Wars: A True-Story Sequel (Japan, 1994)
  - Billy Milligan háborúi – Delej, Budapest, 1995 · ISBN 9637696458 · Fordította: Somló Ágnes
- Until Death (1998)
- The Asylum Prophecies (2009)
  - Jóslatok az őrültek házából – Alexandra, Pécs, 2014 · ISBN 9789633573945 · Fordította: Varga-Sabján Dóra

### Novellák
- Daniel Keyes Collected Stories (Japan, 1993)

## Külső hivatkozások
- Daniel Keyes az Internet Movie Database oldalon (angolul)

## Fordítás
- Ez a szócikk részben vagy egészben  a   Daniel Keyes című angol Wikipédia-szócikk fordításán alapul.  Az eredeti cikk szerkesztőit annak laptörténete sorolja fel. Ez a jelzés csupán a megfogalmazás eredetét és a szerzői jogokat jelzi, nem szolgál a cikkben szereplő információk forrásmegjelöléseként.